# Кучуради, Иоанна
Иоанна Кучуради (род. 4 октября 1936, Стамбул) — турецкий философ.

## Биография
Родилась 4 октября 1936 года в Стамбуле. В 1954 году окончила греческую гимназию для девочек в Стамбуле. В 1954 году окончила Стамбульский университет, в 1965 — получила там же степень доктора философии. В 1969 году основала кафедру философии в университете Хаджеттепе, возглавляла её до 2003 года. С 1979 года является президентом философского общества Турции. С 2006 года преподаёт философию в университете Мальтепе. С 1998 года возглавляет кафедру ЮНЕСКО по философии и правам человека.

## Награды и премии
- Медаль Гёте (1996)[1][3]
- Премия Турецкой академии наук (1969)[4]

## Работы, изданные на русском языке
- Кучуради И. Этика. Учебник и практикум / пер. с тур. В. А. Аваткова. — Юрайт, 2016. — 148 с. — (Авторский учебник). — ISBN 978-5-9916-8253-4.